# Витебский меховой комбинат
Витебский меховой комбинат (бел. Віцебскі футравы камбінат) — белорусское предприятие, расположенное в Витебске.

## История
В 1919 году в Витебске путём слияния нескольких кустарных предприятий был образован кожевенный завод. С 1920 года — Витебский государственный кожевенный завод № 1 имени М.А.Евстигнеева. В 1949 году деятельность завода возобновилась. В 1973 году кожевенный завод преобразован в меховую фабрику имени М.А.Евстигнеева. В 1976 году меховая фабрика была преобразована в меховой комбинат имени М.А.Евстигнеева; по другой информации, преобразование в меховой комбинат произошло в 1975 году. В 1973—1975 меховая фабрика входила во Всесоюзное объединение меховой и овчинно-шубной промышленности при Министерстве лёгкой промышленности СССР, с 1975 года — во Всесоюзном промышленном меховом объединении при том же министерстве. В 1989 году комбинат передан в подчинение Министерства лёгкой промышленности БССР, в 1992 году вошёл в состав концерна «Беллегпром». В 1993 году комбинат преобразован в промышленно-торговую фирму «Футра», в 2000 году — в республиканское унитарное предприятие «Витебский меховой комбинат».
В 2005 году комбинат перерабатывал пушно-меховое и овчинно-шубное сырьё, производил пальто и дублёнки, воротники, головные уборы, спецодежды на натуральном меху.

## Современное состояние
В 2013 году указом Александра Лукашенко Витебский меховой комбинат был передан за одну базовую величину компании «Марко» Николая Мартынова. В 2015—2017 годах «Марко» получила бюджетный целевой заём под 3% годовых, одной из целей которого была модернизация комбината. По состоянию на 2021 год комбинат существует в форме унитарного производственного предприятия.